# Vladimír Šuman
Vladimír Šuman (* 17. října 1936 Košice) je bývalý český politik, v 90. letech 20. století poslanec České národní rady a Poslanecké sněmovny za Občanské fórum, později za Občanskou demokratickou alianci, v letech 1996–1998 náměstek ministra obrany.

## Biografie
Narodil se v Košicích. Jeho otec byl prezidentem Krajského vojenského soudu a po únorovém převratu byl odsouzen na dva roky nucených prací. Vladimír Šuman se vyučil jako nástrojář, až dodatečně vystudoval večerní gymnázium a poté i obor strojírenství na ČVUT v Praze. Působil i jako herec a choreograf na broumovské a kadaňské scéně Kladivadla.
Pracoval jako výzkumný pracovník v energetice. Po invazi vojsk Varšavské smlouvy do Československa ho severočeský Krajský výbor KSČ zařadil na seznam „představitelů a exponentů pravice“. V té době je uváděn jako vedoucí organizace a řízení, GŘ Českých energetických závodů, Praha.
Po sametové revoluci se zapojil do politického života. Ve volbách v roce 1990 byl zvolen za Občanské fórum do České národní rady. Opětovně byl zvolen do ČNR ve volbách v roce 1992, nyní za ODA (volební obvod Středočeský kraj).
Od vzniku samostatné České republiky v lednu 1993 byla ČNR transformována na Poslaneckou sněmovnu Parlamentu České republiky. V ní setrval do voleb v roce 1996. Zasedal ve výboru pro právní ochranu a bezpečnost (později oficiálně výbor branný a bezpečnostní), jemuž předsedal, a ve výboru mandátovém a imunitním. V letech 1995-1996 byl členem výboru organizačního. Za ODA kandidoval v senátních volbách roku 1996 neúspěšně za senátní obvod č. 41 - Benešov . Získal ale jen 13 % hlasů a nepostoupil do 2. kola.
Po volbách se v září 1996 se stal náměstkem ministra obrany. V březnu 1997 celostátní konference ODA Šumana překvapivě nezařadila mezi delegáty Ústředního sněmu ODA. V září 1997 média informovala, že Šuman se chystá rezignovat na post náměstka kvůli nespokojenosti s vedením rezortu lidoveckým ministrem Miloslavem Výborným. Šuman to pak ale popřel. V lednu 1998 neúspěšně kandidoval na post předsedy ODA. 4. května 1998 oznámil odchod z ODA. Kritizoval postoj vedení strany ke kandidatuře do sněmovních voleb roku 1998. V září 1998 ho nový ministr obrany Vladimír Vetchý odvolal z postu náměstka, ale jmenoval ho svým poradcem. Z ministerstva obrany odešel k červnu 2001 po dohodě s ministrem Jaroslavem Tvrdíkem.